# 薩德爾比尤特 (蒙大拿州)
薩德爾比尤特（英語：Saddle Butte）是位於美國蒙大拿州希爾縣的普查規定居民點。

## 人口
根據2020年美國人口普查的數據，薩德爾比尤特的面積為6.50平方千米，皆為陸地。當地共有人口151人，而人口密度為每平方千米23.23人。